# Moledet (partia)
Moledet (hebr. מולדת, „Ojczyzna”) – prawicowa izraelska partia polityczna założona w 1988 przez Rechawama Ze’ewiego. Od 1999 roku, wraz z Herutem i Tekumą tworzyła Unię Narodową, ale oprócz wystawiania wspólnych list wyborczych z powyższymi ugrupowaniami, nadal działa samodzielnie.
Na początku listopada 2008, po ogłoszeniu, iż nowe wybory parlamentarne odbędą się w lutym 2009, podjęto decyzję o połączeniu Narodowej Partii Religijnej oraz mniejszych partii - Moledet i Tekuma. Te trzy podmioty zakończyły samodzielny byt, tworząc nowe ugrupowanie prawicowe.